# Конецгорская узкоколейная железная дорога
Конецгорская узкоколейная железная дорога — лесовозная узкоколейная железная дорога в Виноградовском районе Архангельской области, на правом берегу реки Северная Двина.
Начинается в посёлке Рочегда. Максимальная длина 84 км, эксплуатируется в настоящее время 65 км. Ширина колеи 750 мм.
Год открытия: 1942 год. Пассажирское движение, грузовое движение. Заготовку леса Конецгорский леспромхоз производит как по сортиментной, так и по хлыстовой технологии, вывозка леса осуществляется круглогодично по самой длинной в Архангельской области узкоколейке.

## История
Строительство узкоколейной железной дороги началось в июле 1938 года силами заключённых ГУЛага.
Строительство посёлка Рочегда началось 2 октября 1942 года. В 1942 году заключённых «Березлага» вывезли из Рочегды в другие лагеря НКВД. Последний пароход с заключёнными ушёл из Рочегды 22 октября 1942 года. В 1944 году строительство посёлка Рочегда завершилось и был основан Конецгорский ЛПХ. С 1946 года началась механизация леспромхоза, а с 1959 года по 1962 год была проведена полная механизация Конецгорского леспромхоза. В 1973 году началась сварка рельсов в длинные плети и замена их с Р-18 на Р-24, появились тяжёлые тепловозы ТУ-7. В 1980 году в Рочегде открыли цех по пропитке шпал.
По состоянию на 2005 год Конецгорская узкоколейная железная дорога являлась одной из лучших в регионе, протяжённость магистрали составляет около 60 километров. Сохраняется регулярное движение пассажирского поезда по маршруту «Рочегда — Пыстрома», движение по маршруту «Рочегда — Няводы» производится только в зимнее время, когда узкоколейка становится малопригодной для проезда частных мотодрезин «пионерок».

### Современное состояние
По состоянию на 2012 год Конецгорская узкоколейная железная дорога действовала.
Не работает с июля 2018 года, осенью начата разборка.

## Подвижной состав

### Локомотивы
- ТУ7 — № 2304
- ТУ6А — № 2823, № 3017, № 3081, № 3109, № 3129
- ТУ6Д — № 0085
- ТУ8 — № 0012, № 0496
- ТУ7А — № 3290

### Вагоны
- Вагоны ПВ40
- Вагоны-сцепы
- Вагон-цистерна
- Хопперы-дозаторы
- Вагоны-платформы

### Путевые машины
- Кран-путеперекладчик ДМ-20 Loglift
- Снегоочиститель узкоколейный

### Частные средства передвижения
- Самодельные «пионерки»

## Фотогалерея
- Кран-путеперекладчик ДМ-20 Loglift
- ТУ7-1437 с трелёвочным трактором на платформе
- Кран-путеперекладчик ДМ-20 Loglift